# Граф Лімерик

Герб графів Лімерик.

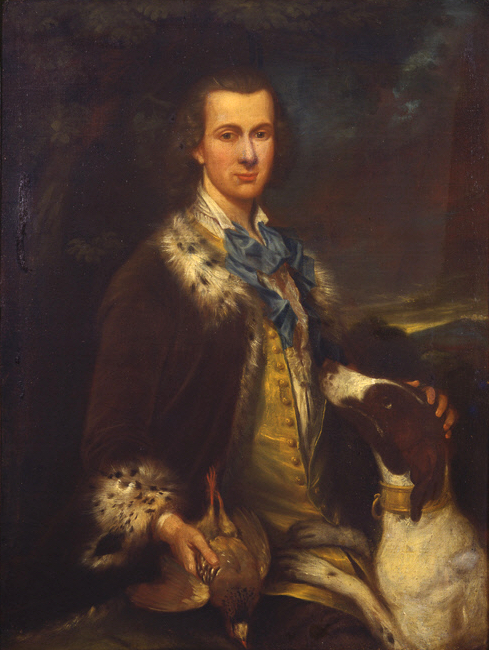
Полковник Томас Донган – ІІ граф Лімерик.

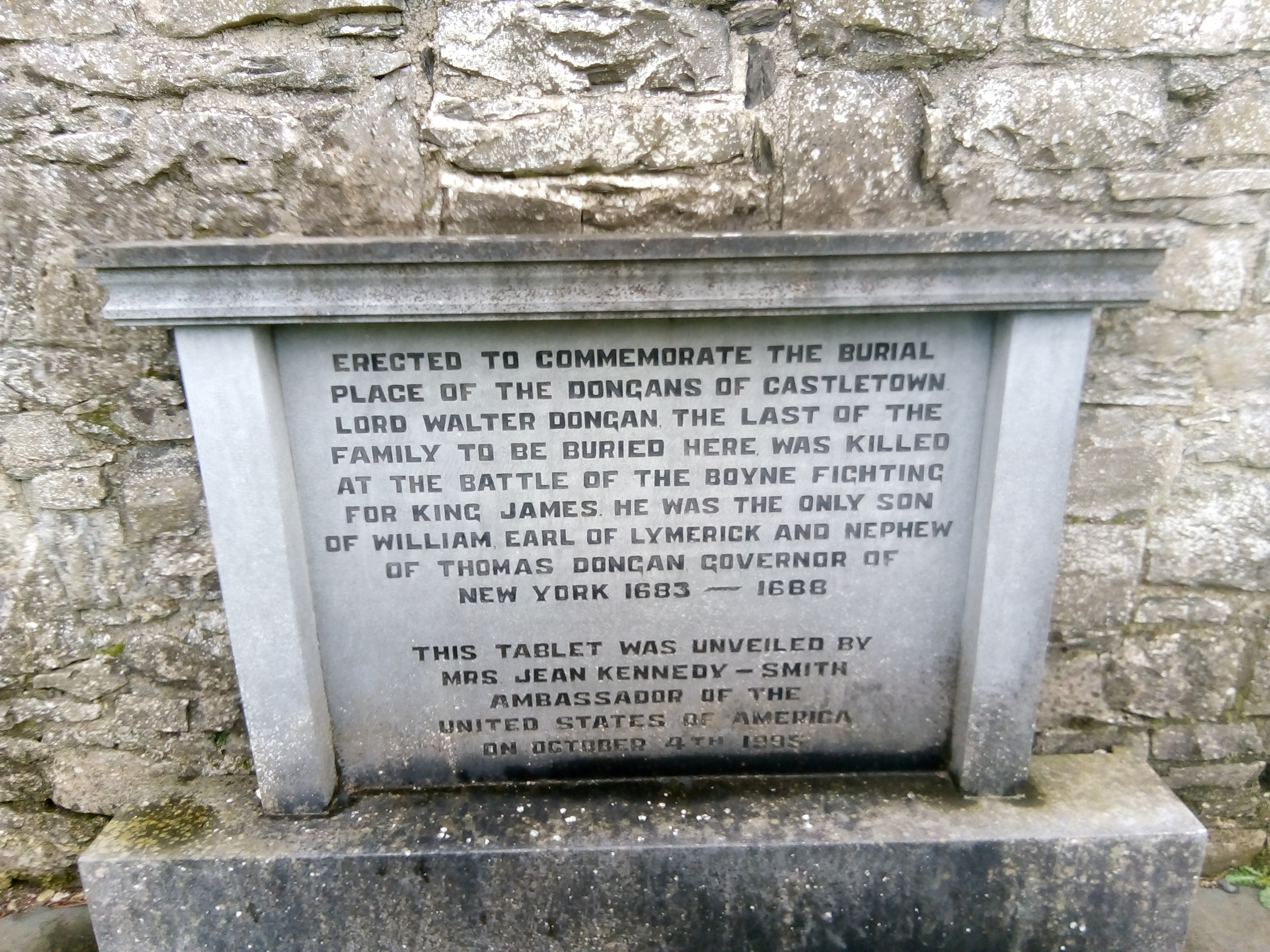
Сімейна гробниця родини Донган, кладовище Ті Лайн, Селбрідж.

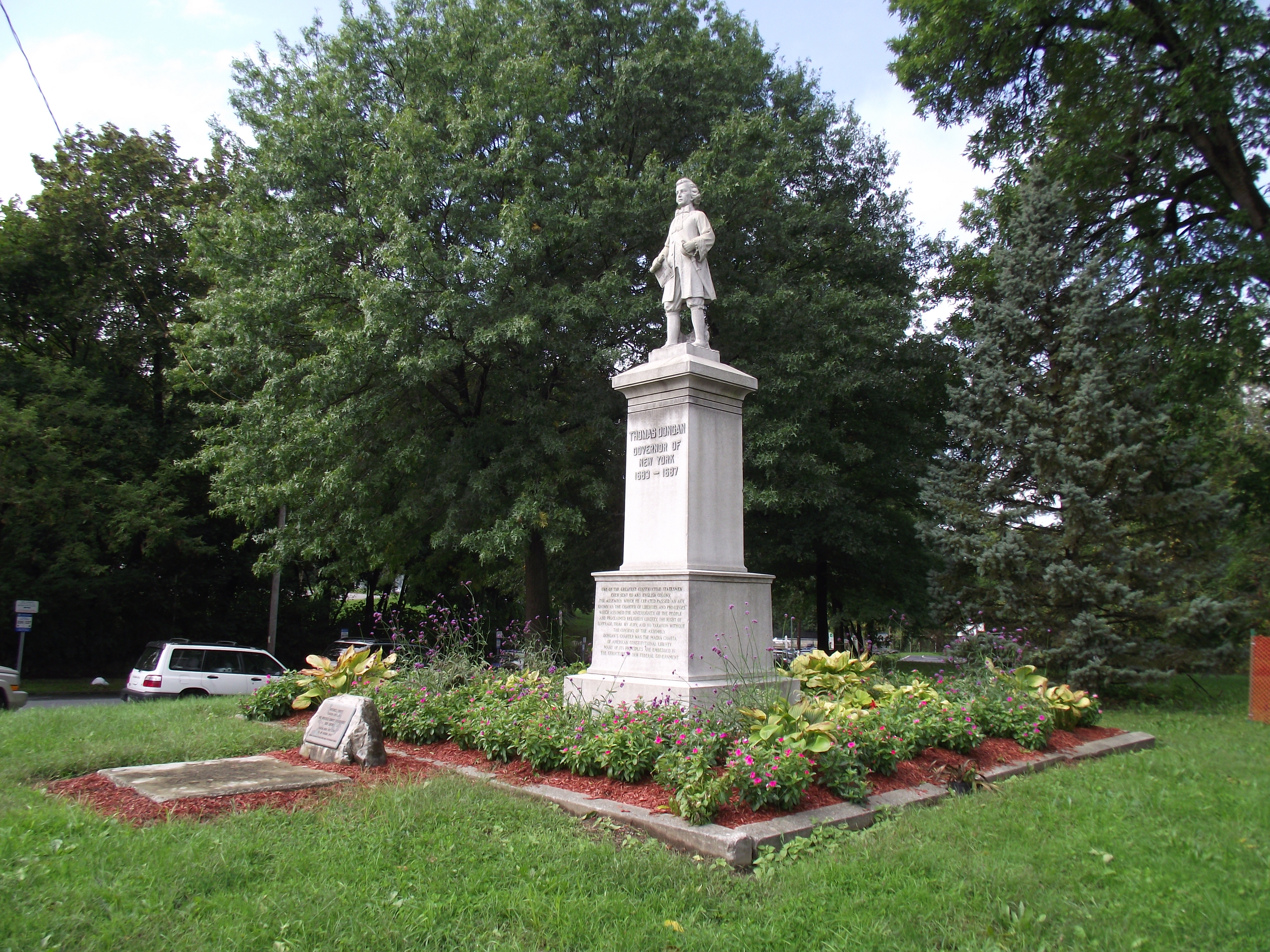
Пам’ятник Томасу Донгану в Нью-Йорку.

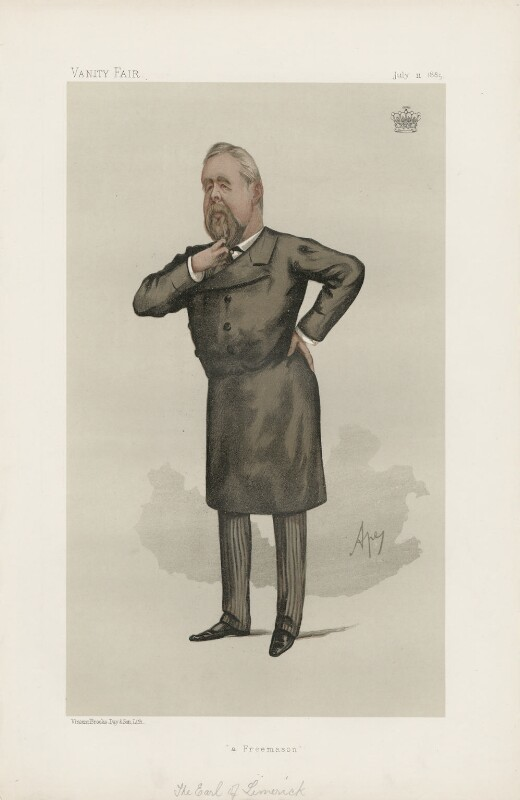
Карикатура на Вільяма Гейла Джона Чарльза Пері – ІІІ графа Лімерик.

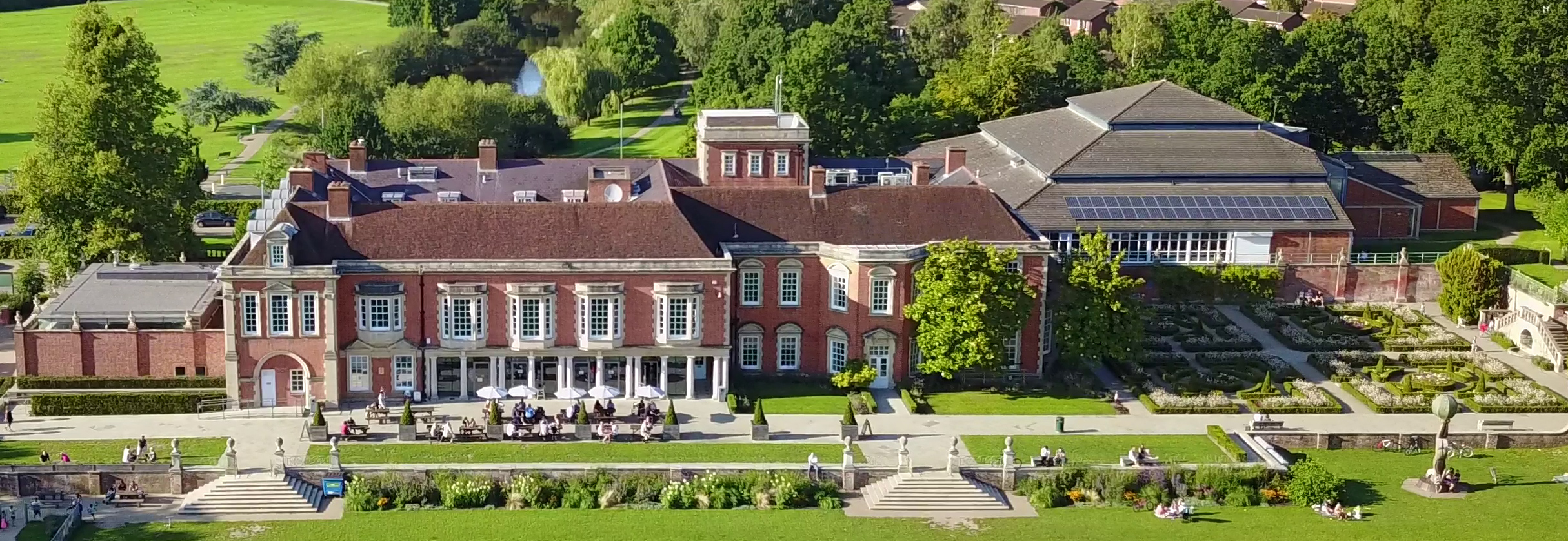
Сауз-Хілл-Парк, Беркшир.

Граф Лімерик (англ. - Earl of Limerick) – аристократичний титул в перстві Ірландії. Створювався двічі: спочатку для родини Донган, потім для родини Пері. 

## Гасло графів Лімерик
Virtute non astutia – «Сміливістю, а не майстерністю» (лат.)

## Історія графів Лімерик

### Перше створення титулу
Вперше титул граф Лімерик у перстві Ірландії був створений в 1686 році для сера Вільяма Донгана – IV баронета Донган з правом успадкування титулу нащадкам чоловічої статі – його та його братів – Роберта, Майкла, Томаса. У 1661 році він отримав титул віконта Дунган з Клейну, що в графстві Кілдер у перстві Ірландії. Його єдиний син Волтер Дунган – віконт Дунган загинув під час битви на річці Бойн. 
Титул лорда Лімерик успадкував його брат Томас Донган (Дунган), що став ІІ графом Лімерик. Він був депутатом парламенту Ірландії, офіцером армії роялістів під час громадянської війни на Британських островах. Будучи прихильниками Стюартів, після повалення короля Карла I родина Донган переїхала до Франції до короля Людовика XIV, хоча їм вдалося втримати принаймні частину своїх ірландських маєтків. Родина Донган дала назву Донганським драгунам – головному військовому полку Франції. Перебуваючи у Франції, Томас Донган служив в ірландському полку. Він залишився у Франції після Реставрації монархії на Британських островах та отримав звання полковника в 1674 році. Після того, як Неймегенський договір завершив французько-голландську війну в 1678 році, Донган повернувся до Англії відповідно до наказу, який відкликав усіх англійських підданих, які служили у Франції. У вересні 1682 року Джеймс - герцог Йоркський, як лорд-власник провінції Нью-Йорк, призначив Томаса Донгана віце-адміралом військово-морського флоту та губернатором провінції Нью-Йорк замість Едмунда Андроса. Довга служба Томаса Донгана в армії Франції познайомила його з французьким характером і дипломатією, а його участь у війні дала йому знання голландської мови. Джеймс також надав йому маєток на Стейтен-Айленді. Згодом маєток став містом Каслтон. Пізніше інша частина острова була названа пагорбами Донган на честь Томаса Донгана. Томас Донган був губернатором Нью-Йорка в 1683 – 1688 роках. Він створив перший законодавчий представницький орган Нью-Йорка, надав колонії Нью-Йорк Хартію Свобод. Після його смерті в 1715 році всі титули зникли. 
Титул баронета Дунган з Кастлтауна, що в графстві Кілдер був створений в баронетстві Ірландії в 1623 році для Волтера Дунгана. Він був старшим сином Джона Дунгана (Донгана), що помер в 1592 році і був родом з Фішамб-стріт, Дублін та його дружини Маргарет Форстер. Джон Дунган був державним службовцем, важливою фігурою в уряді Ірландії, у подальшому житті був багатим, купив значні маєтки в графстві Кілдер.  
Титул баронета успадкував син І баронета Дунган – Джон Донган (1603 – 1650), що став ІІ баронетом Донган. Він став депутатом парламенту Ірландії. Він народився в ірландській католицькій родині в селищі Кастлтаун Кілдроут (нині це Селбрідж), графство Кілдер. Депутатом парламенту він став у 1634 році за часів правління короля Карла І. У часи «Війни Трьох Королівств» він був капітаном. Він одружився з Мері Телбот – однією з 16 дітей сера Вільяма Телбота – І баронета Телбот та його дружини Елісон Неттервіль. Джон і Мері мали 10 дітей: 
- Сер Волтер Донган (бл. 1628 – 1686) – ІІІ баронет Донган, католик, офіцер армії  Ірландської Конфедерації, служив під керівництвом Річарда Телбота – І графа Тірконнелл.
- Вільям Донган (бл. 1630 – 1698) – І граф Лімерик, IV баронет Донган, віконт Донгана.
- Томас Донган (1634 – 1715) – ІІ граф Лімерик, губернатор Нью-Йорка.
- Бріджит Донган (нар. бл. 1635) - вийшла заміж за Френсіса Ньюгента, сина сера Томаса Ньюгента – І баронета.
- Аліса Донган (нар. бл. 1635) – вийшла заміж за Роберта Наджента.
- Маргарет Донган (пом. 1678) – вийшла заміж за Роберта Барневела – ІХ барона Трімлстаун.
- Сер Джон Донган (помер у 1650 році)

### Друге створення титулу
Вдруге титул граф Лімерик був створений в 1803 році для Едмунда Пері – І віконта Лімерик. Він був сином преосвященного Вільяма Пері – єпископа Лімерика в 1784 – 1794 роках. У 1790 році Вільям Пері отримав титул пера Ірландії як барон Глентворт з Меллоу, що в графстві Корк. Титул успадкував його син, що став ІІ бароном Глентворт. Він був обраний депутатом Палати громад парламенту Ірландії, був прихильником унії з Великою Британією. 29 грудня 1803 року він отримав титул віконта Лімерик з міста Лімерик. 11 лютого 1803 році він отримав титул графа Лімерик з графства Лімерик. Обидва титули були створені в перстві Ірландії. Він був депутатом Палати лордів Об’єднаного Королівства Великої Британії та Ірландії як представник Ірландії в 1800 – 1844 роках. У 1815 році він отримав титул барон Фоксфорд зі Стекпол-Корту, що в графстві Лімерик у перстві Об’єднаного королівства Великої Британії та Ірландії. Це дало йому право автоматично бути депутатом Палати лордів парламенту Великої Британії. 
ІІІ граф Лімерик – Вільям Гейл Джон Чарльз Пері був відомим політиком, належав до партії консерваторів (торі), крім того, був юніоністом, служив капітаном гвардії йоменів в 1889 – 1892 роках та в 1895 – 1896 роках під керівництвом лорда Солсбері. У 1892 році він став кавалером ордена святого Патріка. Вільям Гейл Джон Чарльз Пері був сином Вільяма Пері – ІІ графа Лімерик та його дружини Сусанни – дочки Вільяма Шефф. Сусанна померла, коли Вільяму Гейлу Пері був лише рік. Вільям успадкував титул графа від свого батька в 1866 році і зайняв місце депутата в Палаті лордів парламенту. У 1889 році він прийняв присягу в Таєній Раді Ірландії. Він отримав посади лорд-лейтенанта, мирового судді, ад’ютанта королеви Вікторії І. Лорд Лімерик був двічі одружений. Спочатку він одружився зі своєю двоюрідною сестрою Керолайн Марією – дочкою преподобного Генрі Грея. Шлюб відбувся 28 серпня 1862 року. У них була одна дитина – Вільям Пері – IV граф Лімерик. Керолайн померла 24 січня 1877 року. 20 жовтня 1877 року Лімерик одружився вдруге з Ізабеллою – дочкою Джеймса Чарльза Генрі Колкухоуна. У них було кілька дітей, у тому числі Едмунд Пері – V граф Лімерик. ІІІ граф Лімерик помер у серпні 1896 року у віці 56 років, і його спадкоємцем у графстві та інших титулах став його син від першого шлюбу Вільям. Графиня Лімерик вийшла заміж за майора сера Едмунда Елліота в 1898 році і померла в листопаді 1927 року.
Титул успадкував його старший син Вільям Генрі Едмунд де Вер Шефф Пері, що став IV графом Лімерик. Він був офіцером британської армії. Освіту отримав в Ітонському коледжі. Після коледжу піщов служити в армію, служив у стрілецькій бригаді лейтенантом у 1884 – 1890 роках. Потім він перейшов на службу до 5-го батальйону королівських стрільців Манстера, де отримав звання капітана. Потім отримав звання майора того ж полку. Після смерті батька успадкував титул графа в 1896 році. Отримав посаду лорд-лейтенанта графства Лімерик. У 1890 році він одружився з Мей Імельдою Джозефіною Ірвін і мав з нею трьох дітей:
- Імельда Сибіл Пері (10 листопада 1891 – 12 листопада 1891)
- Леді Вікторія Мей Пері (4 травня 1893 – 27 грудня 1918)
- Капітан Едмонд Вільям Клод Жерар де Вер Пері - лорд Глентворт (14 жовтня 1894 – 18 травня 1918). Його діти померли раніше за нього, його спадкоємцем титулів став його зведений брат Едмунд.

Титул успадкував його зведений брат Едмонд Колкугун Пері, що став V графом Лімерик. Він був відомим військовим діячем, дослужився до звання полковника, обіймав посаду президента Ради з медичних досліджень у 1952 – 1960 роках. Освіту отримав в Ітоні та в Оксфорді. Під час Першої світової війни воював в Єгипті, Франції, брав участь в битві під Галліполі. Завершив війну майором. Продовжив служити в лондонському полку йоменів, що став королівською артилерійською бригадою. У 1929 році успадкував титул графа від свого зведеного брата. Отримав посаду голови Асоціації територіальних та допоміжних військових сил. 1 червня 1926 року він одружився з Анджелою Олівією Троттер – дочкою підполковника сера Генрі Троттера. У них було троє дітей: 
- Патрік Едмунд – віконт Глентворт (1930 – 2003)
- Майкл Генрі Колкугун Пері (8 травня 1937 – 19 травня 2021)
- Леді Анна Патриція Пері (народилася в 1928 році) – вийшла заміж за сера Пітера Френсіса Торна і стала леді Анною Торн. Вона була видатним викладачем фізики в лабораторії Блекетта Імперського коледжу науки і технологій у Лондоні. У 1954 році Анджела отримала титул Дами Великого хреста Ордена Британської імперії (GBE). У 1974 році вона отримала звання Почесного компаньйона. V граф Лімерик покінчив життя самогубством у 1967 році, і його титули успадкував його старший син Патрік, що помер у 2003 році. Анджела - графиня Лімерик, померла в 1981 році.

Титул успадкував його старший син Патрік Едмунд Пері, що став VI графом Лімерик. Він був успішним бізнесменом – діловою людиною. Обіймав посаду заступника державного міністра торгівлі в 1972 – 1974 роках. Працював в уряді консервативної адміністрації Едварда Гіта. Освіту отримав в Ітоні та в Оксфорді. Коли він закінчив Оксфорд, його батько Едмунд Пері – V граф Лімерbк, сказав йому: «На жаль, ти народився з префіксом до свого імені, і якщо ти не отримаєш еквівалентну кількість суфіксів, люди вважатимуть тебе дурнем». Тож серед іншого він став дипломованим бухгалтером. Його ще називали Пет Глентворт. Він був спортсменом, виступав у лижному спорті за Палату лордів, потім за Палату громад. Став директором комерційного банку «Клейнворт Бенсон». У 1967 році він успадкував титул графа, місце в Палаті лордів, маєток в графстві Лімерик, руїни замку Дромор. У 1970 році прем’єр-міністр Едвард Хіт зателефонував графу Лімерику і запитав: «Якщо ви захочете стати членом Консервативної партії, чи будете ви готові служити в уряді?» Граф Лімерик став заступником держсекретаря з питань торгівлі в новому міністерстві охорони здоров’я. Після поразки уряду Хіта в 1974 році він став президентом Асоціації британських торгових палат (нині Британські торгові палати). Він був директором друкарні банкнот «Де ла Ру» з 1983 по 1997 рік і головою правління з 1993 року. У 1991 – 1992 роках він був майстром «Воршіпфул Компані оф Ворд Трейдс» - однієї зі 110 ліврейних компаній Лондонського Сіті. Він був лицарем-президентом Товариства лицарів Круглого столу з 1993 року. Він також був почесним полковником йоменів.  
На сьогодні титул належить його старшому сину Едмунду Крістоферу Пері, що став VII графом Лімерик успадкувавши титул в 2003 році. 
Відомою людиною з родини Пері був Едмунд Пері – І віконт Пері, що був спікером Палати громад парламенту Ірландії в 1771 – 1785 роках. Він був старшим братом І барона Глентворт. 
Титул віконт Глентворт використовують як титул ввічливого звертання до спадкоємців титулу графа Лімерик, хоча титулу віконта Глентворт нині в перстві не існує. 
Родинним гніздом графів Лімерик був замок Дромор, що біля Палласкенрі, графство Лімерик.

## Баронети Донган із замку Кастлтаун (1623)
- Сер Волтер Донган (помер 1626) – І баронет Донган
- Сер Джон Донган (помер 1650) – ІІ баронет Донган
- Сер Волтер Донган (помер 1686) – ІІІ баронет Донган
- Сер Вільям Донган (помер у 1698 р.) – IV баронет (отримав титул граф Лімерик у 1686 р.)

## Графи Лімерик (1686)
- Вільям Донган (помер 1698) – І граф Лімерик
- Томас Донган (1634 – 1715) – ІІ граф Лімерик

## Барони Глентворт (1790)
- Вільям Сесіл Пері (1721 – 1794) – І барон Глентворт
- Едмунд Генрі Пері (1758 – 1844) – ІІ барон Глентворт (отримав титул граф Лімерік у 1803 р.)

## Графи Лімерик (1803)
- Едмунд Генрі Пері (1758 – 1844) – I граф Лімерик
- Вільям Генрі Теннісон Пері (1812 – 1866) – II граф Лімерик
- Вільям Гейл Джон Чарльз Пері (1840 – 1896) – III граф Лімерик
- Вільям Генрі Едмунд де Вер Шефф Пері (1863 – 1929) – IV граф Лімерик
- Едмонд Колкугун Пері (1888 – 1967) – V граф Лімерик
- Патрік Едмунд Пері (1930 – 2003) – VI граф Лімерик
- Едмунд Крістофер Пері (нар. 1963) – VII граф Лімерик

Спадкоємцем титулу є син нинішнього власника титулу Фелікс Едмунд Пері - віконт Глентворт (нар. 1991).